# Patriocetus
Il patrioceto (gen. Patriocetus) è un cetaceo estinto, appartenente agli odontoceti. Visse nell'Oligocene superiore (circa 27 - 24 milioni di anni fa) e i suoi resti fossili sono stati ritrovati in Europa centrale e in Asia centrale.

## Descrizione
Questo animale è noto solo grazie ad alcuni crani parziali; dal raffronto con alcuni animali simili e meglio noti (ad esempio Squalodon), è comunque possibile ipotizzarne l'aspetto. Patriocetus doveva essere un cetaceo lungo circa 5 metri, dotato di un cranio relativamente piccolo rispetto al corpo. Il rostro era allungato e fornito di denti posteriori multicuspidati. In questo animale le narici erano situate davanti alle orbite, i parietali non si riunivano lungo il piano mediano, ma concorrevano ancora a formare la volta cranica. Il cranio, inoltre, presentava una netta strozzatura tra le fosse temporali.

## Classificazione
I primi fossili di questo animale vennero scoperti nei pressi di Linz (Danubio, Austria), descritti e inizialmente attribuiti alla specie Squalodon grateloupii da Von Meyer nel 1843. Successivamente, van Beneden nel 1865 li attribuì alla nuova specie S. ehrlichii, ma fu solo nel 1914 che Othenio Abel riconobbe un nuovo genere, Patriocetus. Oltre alla specie tipo P. ehrlichi, è nota un'altra specie proveniente dal Kazakistan, P. kazakhstanicus, rinvenuta nella penisola Mangyshlak negli anni '60 e descritta nel 2000. 
Inizialmente interpretato come una forma di transizione tra archeoceti e odontoceti, successivamente Patriocetus è stato riconosciuto come un probabile appartenente agli squalodontidi, un gruppo di odontoceti attualmente considerati ancestrali ai Platanistidae. Patriocetus potrebbe rappresentare una delle forme più basali del gruppo.

## Paleobiologia
In questo animale, i cavi aeriferi erano estesi agli pterigoidi e la presenza di sacche aerifere derivate dai nasali (ricostruibili attraverso le ossa craniche) creava alla base del rostro uno schermo che convogliava parte delle vibrazioni in avanti. Le vibrazioni principali, tuttavia, erano dirette al di sotto del corpo, come negli archeoceti che si servivano di questo sonar solo per esplorare il fondo marino.